# Russell (Up)
Russell Jang è un personaggio apparso nel film d'animazione Disney Pixar Up (2009).

## Biografia del personaggio
Russell è un bambino scout corpulento di 8 anni, il cui padre è sempre in viaggio per affari.Al bambino manca un solo distintivo per diventare un vero esploratore: quello dell'aiuto agli anziani. Bussa, per fare buone azioni all'inizio delle vacanze di Pasqua, alla porta di Carl Fredricksen, un anziano vedovo che lo allontana con una scusa. Fredricksen per non dover lasciare la sua casa decide di farla volare con dei palloncini e parte così per il Sudamerica, accorgendosi solo in volo che Russell si trova in casa, aggrappato al portico. Il bambino, andando con la casa volante, vive grandi avventure, facendo amicizia con uno struzzo a cui egli stesso dà il nome di Kevin, salvo poi scoprire che è una femmina, ma anche che è ricercata, insieme ai piccoli, da Charles Muntz, idolo di Carl che, fingendosi un buon esploratore, ha ucciso parecchie persone per arrivare allo struzzo.
Russell si arrabbia con Carl, perché non ha protetto Kevin. Allora parte verso il dirigibile e, identificato dai cani come un piccolo postino, andrà da solo a liberare Kevin e Muntz lo fa prigioniero e sta per ucciderlo, ma Carl lo salva, scusandosi con lui. Così, mentre Carl combatte contro Muntz, Russell salva la casa volante dai bombardamenti e sconfigge i cani Capo Grigio. Dopo l'accidentale morte di Muntz, Russell riporta Kevin dai figli e riparte con Dug e Carl per gli Stati Uniti, a casa loro, dove riesce ad ottenere l'agognato distintivo e diventa esploratore scelto. Salvando Carl dalla casa di riposo, dicendo che non è malato e che l'ha aiutato in Sudamerica, lo farà vivere con il dirigibile a casa sua.
Nei titoli di coda si vede lo zoo dove lavoravano Carl ed Ellie, con i palloncini e gli animali provenienti dal Sudamerica, diventato la nuova sede degli esploratori della natura, con a capo proprio Russell, Carl e Dug.

## Caratterizzazione
Il design di Russell è basato sull'animatore della Pixar Peter Sohn.
Per quanto riguarda la sua voce, il regista del film Pete Docter ha fatto fare un provino a 400 ragazzi per avere la parte da doppiatore del personaggio. All'audizione ha partecipato anche un ragazzo accompagnato dal fratello di 8 anni Jordan Nagai, giapponese-statunitense. Docter si accorse che Jordan si comportava e parlava senza freno come Russell, e scelse quindi lui per la parte. Docter incoraggiò Nagai a recitare sia fisicamente che vocalmente durante le registrazioni, sollevandolo in alto e in basso e facendogli il solletico nella scena in cui Russell incontra Kevin.
La popolazione americana di origine asiatica ha apprezzato da parte della Pixar il primo casting di un personaggio principale asiatico, in contrasto con la pratica comune di assegnare le parti di personaggi asiatici a non-asiatici.
Nagai ha mantenuto il ruolo di doppiatore (non accreditato) anche nel cortometraggio La missione speciale di Dug, mentre nel corto George & A.J. il personaggio è stato doppiato da Peter Sohn.
Nella versione italiana del film il doppiatore di Russell è Arturo Valli.

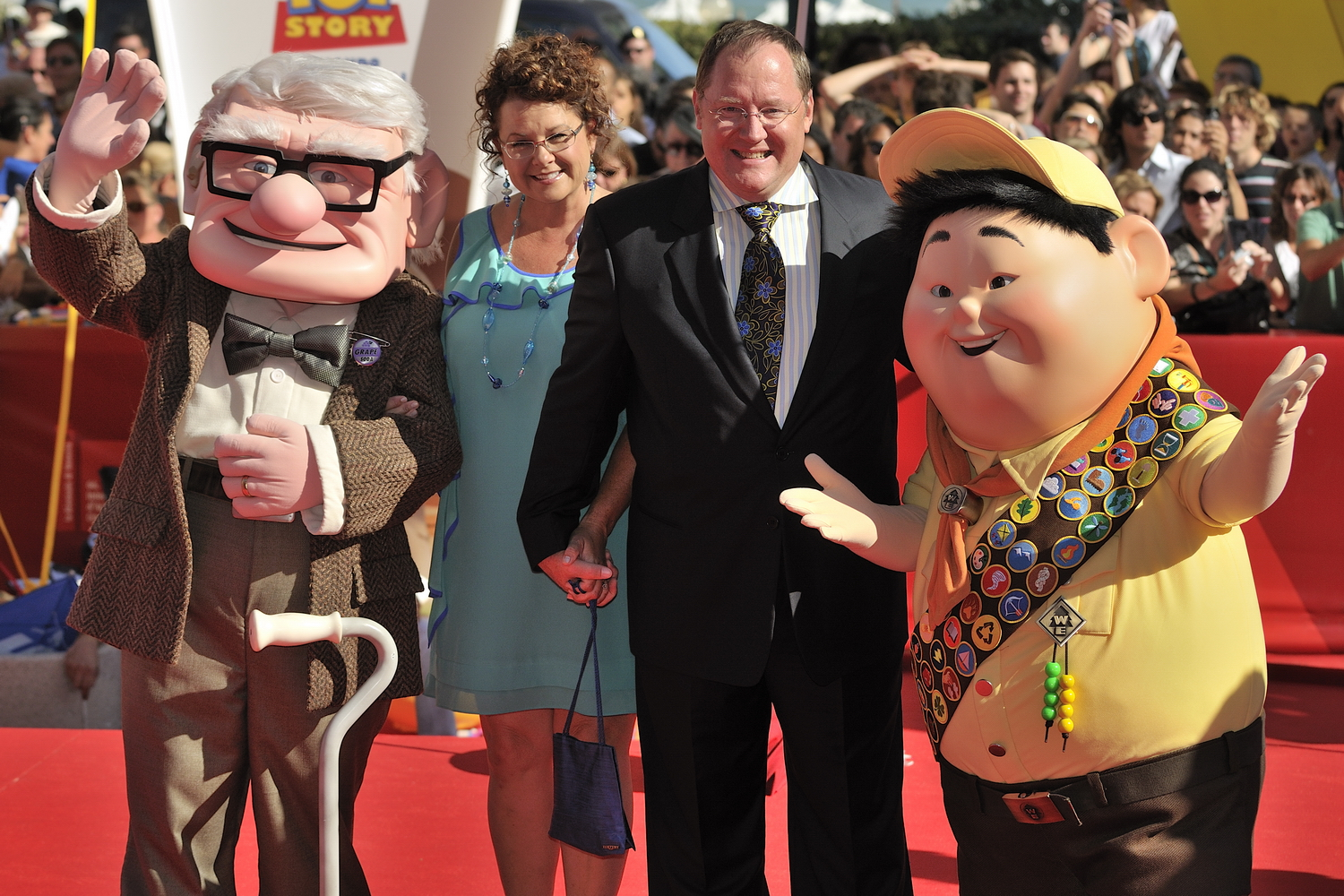
Un pupazzo di Russell (a destra di John Lasseter)

## Altre apparizioni
Russell compare anche nei seguenti cortometraggi Pixar, spin-off-midquel del film:
- La missione speciale di Dug (2009), quando Dug il cane compare alla fine dell'episodio davanti a Fredricksen e Russell, stupiti per la sua presenza.
- George e A.J. (2009), quando scende dalla casa con i palloncini davanti ai 2 infermieri attoniti A.J. e George, chiedendo a Fredricksen se la prossima volta può guidare lui.
- Una vita da Dug (2021) (serie televisiva)